# دوماراز (استان اوپوله)
دوماراز (به لهستانی: Domaradz) یک منطقهٔ مسکونی در لهستان است که در گمینا پوکوی واقع شده‌است.